# チャーン・ヴェイユ準同型
チャーン・ヴェイユ準同型（英: Chern–Weil homomorphism）とは、チャーン・ヴェイユ理論の基本構成であり、微分可能多様体 M に対して M のド・ラームコホモロジーと M の曲率を関連付けている。つまり、（微分）幾何学とトポロジーの関連づけを意味する。1940年代以来の陳省身とアンドレ・ヴェイユの理論は、特性類の理論での重要なステップである。この理論はガウス-ボネの定理の一般化でもある。
{\displaystyle \mathbb {K} } により実数 もしくは 複素数 を表すことにする。G は実もしくは複素リー群でリー代数 {\displaystyle {\mathfrak {g}}} を持っているとする。
{\displaystyle \mathbb {K} ({\mathfrak {g}}^{*})}
で、{\displaystyle {\mathfrak {g}}} の上の {\displaystyle \mathbb {K} } に値を持つ多項式のベクトル空間の代数を表すとする。{\displaystyle \mathbb {K} ({\mathfrak {g}}^{*})^{Ad(G)}} を G の随伴作用の下で次の条件を満たす {\displaystyle \mathbb {K} ({\mathfrak {g}}^{*})} の固定点のなす部分代数とする。すべての {\displaystyle f\in \mathbb {K} ({\mathfrak {g}}^{*})^{Ad(G)}.\,} に対して、
{\displaystyle f(t_{1},\dots ,t_{k})=f(Ad_{g}t_{1},\dots ,Ad_{g}t_{k})\,}
チャーン・ヴェイユ準同型は、{\displaystyle \mathbb {K} ({\mathfrak {g}}^{*})^{Ad(G)}} からコホモロジー代数（環） {\displaystyle H^{*}(M,\mathbb {K} )} への準同型である。そのような準同型が存在れば、すべての M 上のG-主バンドル P に対して一意的に決まる。もし G がコンパクトであれば、この準同型の下に G-バンドルの分類空間 BG のコホモロジー代数（環）は、次の不変多項式の代数（環）{\displaystyle \mathbb {K} ({\mathfrak {g}}^{*})^{Ad(G)}} に同型である。
{\displaystyle H^{*}(B^{G},\mathbb {K} )\cong \mathbb {K} ({\mathfrak {g}}^{*})^{Ad(G)}.}
SL(n,R) のような非コンパクト群に対しては、不変多項式によって表現できないようなコホモロジー類が存在する可能性がある。

## 準同型の定義
P の中の任意の接続形式 ω を選び、{\displaystyle \Omega } を ω についての曲率 2-形式とする。{\displaystyle f\in \mathbb {K} ({\mathfrak {g}}^{*})^{Ad(G)}} が次数 k の同次多項式として、{\displaystyle f(\Omega )} を
{\displaystyle f(\Omega )(X_{1},\dots ,X_{2k})={\frac {1}{(2k)!}}\sum _{\sigma \in {\mathfrak {S}}_{2k}}\epsilon _{\sigma }f(\Omega (X_{\sigma (1)},X_{\sigma (2)}),\dots ,\Omega (X_{\sigma (2k-1)},X_{\sigma (2k)}))}
で与えられる P 上の 2k-形式とする。ここに {\displaystyle \epsilon _{\sigma }} は 2k 個の対称群 {\displaystyle {\mathfrak {S}}_{2k}} の置換の符号 {\displaystyle \sigma } である。
すると次のことが示される。
{\displaystyle f(\Omega )}
は閉形式であり、
{\displaystyle df(\Omega )=0,\,}
で、ド・ラームコホモロジー類 
{\displaystyle f(\Omega )\,}
は P の接続の選択に依存しないので、主バンドルにのみ依存する。
このようにして f から得られるコホモロジー類
{\displaystyle \phi (f)\,}
について、代数（環）準同型
{\displaystyle \phi :\mathbb {K} ({\mathfrak {g}}^{*})^{Ad(G)}\rightarrow H^{*}(M,\mathbb {K} ).\,}
を得る。